# Бёрт, Уильям
Уильям Рэдклифф Бёрт (англ. William Radcliffe Birt; 15 июля 1804, Саутуарк — 14 декабря 1881, Лейтонстоун, Большой Лондон) — английский астроном-любитель XIX века. Его именем назван небольшой кратер на Луне — кратер Бёрт. 
Бёрт много совместно работал с Джоном Гершелем, выполнив множество метеорологических исследований атмосферных волн с 1843 по 1850 год. Большая часть его работ хранится в Коллекции ученых в Американском философском обществе.
Вероятно, по рекомендации Гершеля, Бёрт стал сотрудничать с обсерваторией Кью в конце 1840-х годов, в это время обсерваторией руководил Фрэнсис Рональдс. Он проанализировал и опубликовал подробные данные атмосферного электричества и метеорологические наблюдения.
Они также совместно работали над новым устройством воздушного змея для записей метеорологических показаний в верхних слоях атмосферы. Бёрт был официально назначен в конце 1849 года помощником Рональдса, но вскоре после этого их отношения испортились, и комитет обсерватории Кью попросил Бёрта покинуть ее в середине 1850 года.
В 1866 году построил свою собственную обсерваторию. 
В честь Уильяма Бёрта назван лунный кратер Бёрт.